# Zosima
Zosima es un género de plantas de la familia de las apiáceas. Comprende 24 especies descritas

## Descripción
Son plantas perennes. Hojas pecioladas, 2-4-pinnadas, segmentos lineales a ovadas. Involucro e involucelo de brácteas lineares y bracteolas. Dientes del cáliz prominentes. Pétalos blancos. Fruto oblongo a suborbicular, crestas dorsales y media delgada; lateral alado,  ala delgada entre el borde engrosado y la semilla.

## Taxonomía
El género fue descrito por Georg Franz Hoffmann y publicado en Genera Plantarum Umbelliferarum 145–148. 1814. La especie tipo es: Zosima orientalis Hoffm. 

## Algunas especies
A continuación se brinda un listado de las especies del género Zosima descritas hasta julio de 2013, ordenadas alfabéticamente. Para cada una se indica el nombre binomial seguido del autor, abreviado según las convenciones y usos.
- Zosima anethifolia DC.
- Zosima bucharica (B.Fedtsch. ex Schischk.) M.Hiroe
- Zosima depauperata (Schischk.) M.Hiroe
- Zosima dichotoma Boiss.
- Zosima frigida Boiss. & Hausskn.
- Zosima gilliana Rech.f. & Riedl